# A Fülöp-szigetek himnusza
A Lupang Hinirang a Fülöp-szigetek nemzeti himnusza. A zenéjét Julián Felipe 1898-ban szerezte, szövegéül pedig 1899-ben választották ki José Palma Filipinas című spanyol nyelvű költeményét. A himnusz eredetileg kísérőzenének íródott, éppen ezért nem volt szövege, amikor az állam himnuszává vált, és 1898. június 12-én a függetlenség kikiáltásakor játszották. Az amerikai megszállás idején az úgynevezett „zászlótörvény” tiltotta a zenemű lejátszását. A törvényt 1919-ben helyezték hatályon kívül, és a himnusz szövegét lefordították angolra, majd az 1940-es években készült el a tagalog nyelvű fordítás. Az 1956-os filippínó változat szolgál a mai napig nemzeti himnuszként.

## Története
A nemzeti himnusz hangszeres indulóként készült el, amelyet Emilio Aguinaldo függetlenségi vezető a sziget függetlenségének kikiáltásakor kívánt lejátszatni. Mivel elégedetlen volt a zenével, azt a feladatot Julián Felipére, hogy írja azt át. Az új dal neve Marcha Filipina Magdalo (Fülöp-szigeteki Magdalo induló) lett, azonban egy nappal a függetlenség kikiáltása előtt, június 11-én megváltoztatták a nevét Marcha Nacional Filipina-ra (Fülöp-szigeteki nemzeti induló). Másnap a San Francisco de Malabon zenekar játszotta el azt a függetlenségi nyilatkozat kihirdetése alatt. 1899 augusztusában José Palma költő megírta spanyol nyelvű, Filipinas című versét, amely a La Independencia újságban jelent meg 1899. szeptember 3-án. Ezt követően ez vált a himnusz szövegévé.
Az 1920-as években a himnuszt betiltó zászlótörvény hatályon kívül helyezése után az amerikai gyarmati kormányzat úgy döntött, hogy lefordítja a szöveget angol nyelvre. Az első fordítást Paz Márquez-Benítez, a Fülöp-szigeteki Egyetem tanára készítette el. A legnépszerűbb fordítás azonban Camilo Osías és Mary A. Lane munkája volt, amelyet egy 1938-as törvény legalizált. Az 1940-es években, a Fülöp-szigetek japán megszállása idején készült el az első tagalog nyelvű fordítása a himnusznak. 1948-ban követte ezt az O Sintang Lupa című fordítás, amely ugyanebben az évben az állam nemzeti himnuszává is vált. 1956-ban, Ramon Magsaysay elnöklése idején kezdték el a filippínó nyelvre történő fordítást, amely május 26-án került először eléneklésre, és azóta is ez szolgál hivatalos himnuszként.

### Fordítás
Ez a szócikk részben vagy egészben  a   Lupang Hinirang című angol Wikipédia-szócikk ezen változatának fordításán alapul.  Az eredeti cikk szerkesztőit annak laptörténete sorolja fel. Ez a jelzés csupán a megfogalmazás eredetét és a szerzői jogokat jelzi, nem szolgál a cikkben szereplő információk forrásmegjelöléseként.